# Küdorfer
La famiglia Küdorfer (anche Kuedorfer) fu una famiglia nobile del patriziato di Norimberga nel cui consiglio sedette dal 1318 al 1369.

## Storia

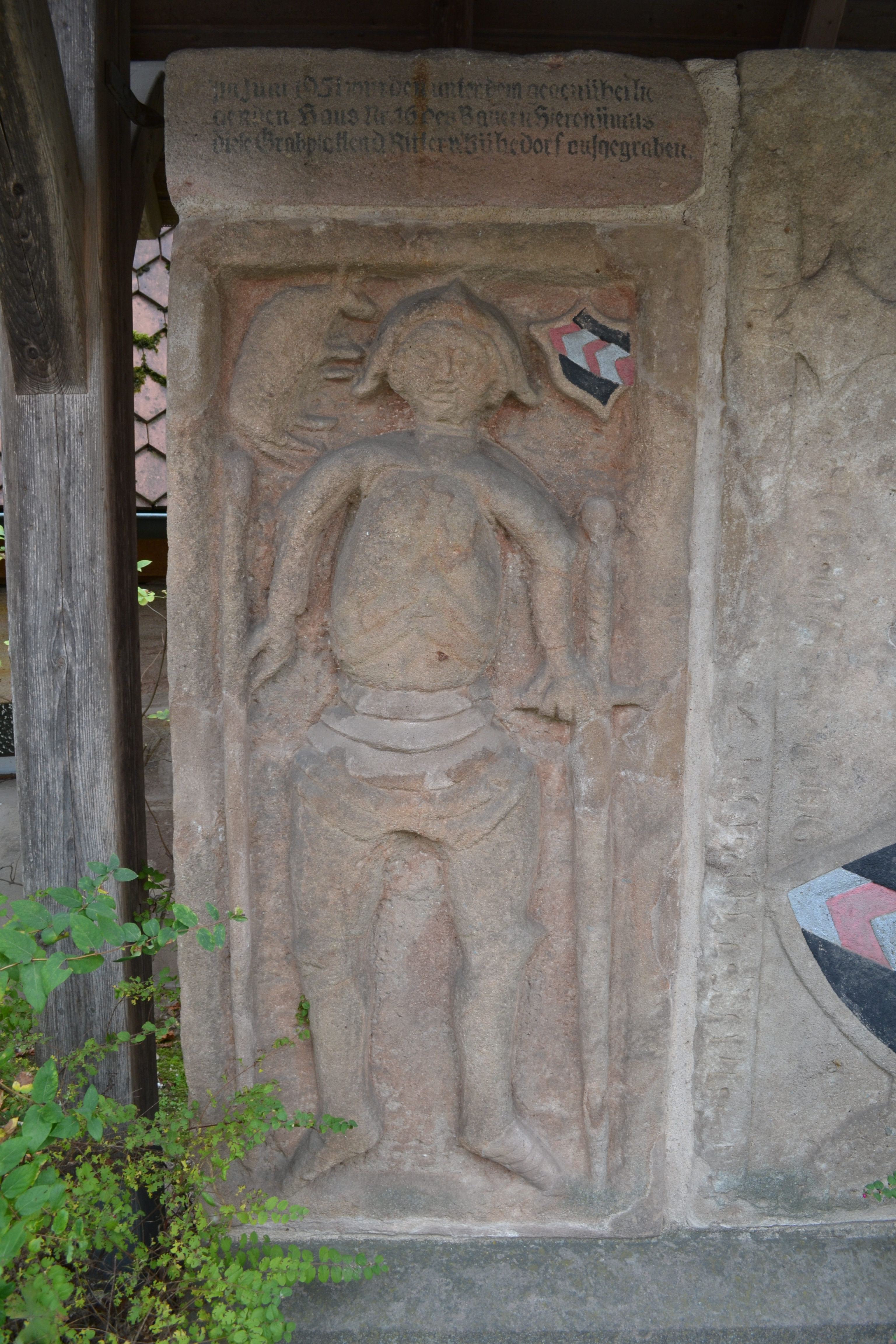
Lastra tombale di Konrad il Vecchio Kühedorfer (+1428)

La famiglia Küdorfer proveniva dall'area di Schwabach, in Franconia, dove viene citata per la prima volta nel XII secolo. Il nome deriva dalla sede ancestrale della famiglia, Kühedorf, vicino a Büchenbach. Qui i primi membri della famiglia costruirono un castello, il quale venne poi quasi completamente distrutto dalle truppe della città di Norimberga nel 1450. Intorno al 1400 lasciarono Norimberga e si spostarono altrove. Nel 1418 Konrad Küdorfer fu citato in giudizio dinanzi al tribunale imperiale regionale del castello di Norimberga per un prestito non pagato a Konrad Geuder. Con Lorenz von Kühedorf la famiglia si estinse nel 1599.

## Membri notabili
- Lorenz von Kühedorf (? –1599), barone e capo di una banda di rapinatori particolarmente temuta, specialmente dai mercanti di Norimberga. Dopo l'arresto, venne esiliato in Ungheria per volontà dell'imperatore Ferdinando I del Sacro Romano Impero, ottenendo successivamente il perdono e divenendo capitano della guarnigione della città imperiale di Augusta; si pose in seguito al servizio del re di Danimarca e del margravio di Ansbach. Morì, senza figli e pesantemente indebitato, come ufficiale giudiziario di Gunzenhausen.